# Scotinotylus eutypus
Scotinotylus eutypus là một loài nhện trong họ Linyphiidae.
Loài này thuộc chi Scotinotylus. Scotinotylus eutypus được Ralph Vary Chamberlin miêu tả năm 1949.